# Патуљаста сова
Патуљаста сова (лат. Micrathene whitneyi) врста је сове из породице правих сова и једини припадник рода Micrathene. Гнезди се у северозападном делу САД и у Мексику. Патуљаста сова је, како јој и само име каже, најмања и најлакша сова на свету, маса птице износи у просеку само 40 грама. Врсте Xenoglaux loweryi и Glaucidium sanchezi су сличне патуљастој сови по величини, али су ипак незнатно веће. Ова мала сова висока је свега 12,5 до 14,5 центиметара и има распон крила од око 27 центиметара. Њихово прво перо на крилу допире чак до репа. Имају прилично дуге ноге, па због тога патуљасте сове често изгледају кривоного. Често се могу чути како дозивају једна другу у сумрак. Одазивање патуљасте сове звучи налик пискутавом церекању. Мужјак и женка се шетају по дрвећу и дозивају једно друго.

## Репродукција
Патуљаста сова обично бира шупљине окренуте северу у сагуаро кактусу, платану или неком другом тврдом дрвећу, да би ту подигла своје младе. Женка обично леже три бела округла јајета. Јаја се инкубирају око три недеље, а након тога се излежу птићи, који након десетак недеља добијају перје. Јаја се обично излежу средином јуна или почетком јула. До краја јула, птићи су готово спремни да се сами сналазе и да лете.